# Monk Eastman
Edward Eastman, beter bekend onder het pseudoniem Monk Eastman (New York, 1875 - aldaar, 26 december 1920) was een Amerikaanse gangster. Hij was de oprichter van de Monk Eastman Gang, en de grootste rivaal van Paul Kelly en zijn Five Points Gang. Andere namen die hij gebruikte waren William Murray, Joseph "Joe" Morris, Joe Marvin, William "Bill" Delaney en Edward "Eddie" Delaney.

## Jeugd
Over de jeugd van Eastman is zeer weinig bekend. Het meest bekende verhaal is dat van Herbert Asbury uit zijn boek The Gangs of New York. Dit verhaal vertelt dat Eastman geboren was als Edward Osterman in de wijk Williamsburg in Brooklyn. Zijn vader zou een joodse restauranthouder zijn. Wanneer hij 18 wordt krijgt hij van zijn vader een eigen dierenwinkel waar hij zijn hobby (het opvoeden en verkopen van vogels) kon uitbreiden. Echter wordt hij verleid door het snelle geld verdienen via de onderwereld van Manhattan door middel van bruut geweld. Hoe bekend dit verhaal ook is, is er geen enkel document dat dit verhaal bevestigt. Ook zijn er in New York geen documenten te vinden van een Edward Osterman.
Het eerste document waarin Edward Eastman in voorkomt komt uit 1880. In dit document wordt gemeld dat de 5-jarige Edward Eastman bij zijn grootvader, George Parks (68 jaar), is gaan wonen op East Seventy Fifth St., Manhattan, New York. George was in New York geboren, net als zijn ouders, en hij werkte in een wasserij. Verder woonde in dit huis ook Edwards moeder Mary (35 jaar), zijn zussen Lizzie (10 jaar), Ida (8 jaar) en Francine (3 jaar). Allen in New York geboren op Lizzie na, zij was geboren in Californië. Zowel George Parks als Mary Eastman stonden gerapporteerd als gescheiden.
In documenten van 10 jaar ervoor wordt een melding gemaakt dat Mary Eastman samenwoont met een Samuel Eastman (45 jaar) op Cannon Street in Lower East Side, Manhattan. In dat huishouden woonden ook Lizzie en Willie (3 jaar). Gezien Willie niet meer genoemd wordt in de documenten 10 jaar later kan er gespeculeerd worden dat deze overleden is. In documenten van 1890 (10 jaar nadat Edward bij zijn grootvader in huis is gaan wonen) wordt er gemeld dat zijn moeder Mary Eastman op Curtis Ave woont in Queens samen met Elizabeth (Lizzie) en Francine.
Het feit dat de eerste arrestatie documenten van Eastman pas opduiken na het overlijden van zijn grootvader doet vermoeden dat Eastman al die tijd door zijn grootvader op het rechte pad is gehouden. Op een moment heeft George een dierenwinkel gekocht voor Edward, en zelfs wanneer hij een beruchte gangster geworden is blijft Edward 'vogelverkoper' aangeven als zijn legitieme beroep.

### Religie
Over de religie van Eastman is veel discussie. Zo wordt overal geschreven (ook in de kranten uit zijn tijd) dat hij een Joodse gangster was. Er is bewijs dat hij erg veel met Joodse criminelen optrok en dat hij besneden was, echter het bewijs dat hij geen Jood was is een stuk groter. Zo zijn zijn ouders en zussen allen niet getrouwd in een Joodse ceremonie, en is zijn grootvader overleden in een christelijk ouderenhuis. Verder zijn zijn voorouders geboren in een tijd waar er bijna geen Joden waren in Amerika. Verder staat er in het autopsierapport dat na de dood van Eastman was opgemaakt, dat zijn zwager de medisch onderzoeker gezegd had dat Eastman geen Hebreeuw was. Hoe dan ook is er nergens waterdicht bewijs dat Eastman wel of geen Jood was. Het is zeer goed mogelijk (vanwege het tijdperk waarin ze leefde en waar het antisemitisme groot was) dat de familie van Eastman simpelweg hun Joodse afkomst verborgen. De religie van Eastman zal waarschijnlijk altijd een discussiepunt blijven.

## Criminele carrière
De eerste arrestatiedocumenten zijn van 1898 waarin Eastman vermeld staat onder zijn alias William Murray. Hij wordt tot drie maanden cel veroordeeld wegens diefstal. Hij is op dit moment lid van een groep pooiers en dieven die bekendstaan als de Allen Street Cadets.
Na enkele jaren heeft Eastman zijn eigen bende opgericht, de Monk Eastman Gang. Met deze bende klaart hij klusjes voor rijke politici van Tammany Hall. Zo schakelden ze oppositieleden uit en werden de verkiezingen gemanipuleerd.
Eastmans grootste rivaal was Paul Kelly, leider van de Five Points Gang. De oorlog tussen die twee bendes bereikte het dieptepunt op 17 september 1903 toen ze in een vuurgevecht raakten op Rivington Street. Tientallen gewapende gangsters openden het vuur op elkaar waarbij er van geluk gesproken mag worden dat maar 2 gangsters gedood werden. Wel raakten er tientallen onschuldige burgers gewond.
De politici van Tammany Hall maakten gebruik van zowel de bende van Eastman als van de bende van Kelly, en waren het zat van de ruzie tussen die twee bendes, en de media die het vuurgevecht en de daarop tientallen onschuldige gewonden op Rivington Street zwaar veroordeelde. Om aan de ruzie een einde te maken organiseerde Tammany Hall een bokswedstrijd, de winnaar zou het alleenrecht krijgen om de buurt te controleren. Het gevecht duurde 2 uur toen het uiteindelijk eindigde in een gelijkspel.
Op 3 februari 1904 probeerde Eastman een jongeman te beroven op 42nd Street and Broadway in Manhattan. Helaas voor Eastman werd de jongeman geschaduwd door twee detectives ingehuurd door zijn familie om hem uit de problemen te houden. De 2 detectives onderschepten Eastman die gelijk het vuur opende op de 2 mannen. Enkele politieagenten die in de buurt waren reageerden op de schoten en wisten Eastman te arresteren. Eastman maakte zich geen zorgen gezien de politici van Tammany Hall hem al meerdere malen vrij hadden gekregen. De politici besloten echter om hem niet meer te helpen vanwege alle negatieve aandacht die Eastman elke keer aantrok. Later hetzelfde jaar werd Eastman veroordeeld tot 10 jaar gevangenisstraf in de Sing Sing gevangenis.
In 1909, na 5 jaar van zijn straf te hebben uitgezeten, kwam Eastman vrij. De topfiguren van zijn bende, zoals Zwerbach, waren in de tussentijd vermoord. De rest van de bende was daarna uit elkaar gevallen in kleinere nieuwe bendes. Omdat geen enkele nieuwe bende Eastman als hun leider wilde accepteren was het einde van zijn tijdperk als berucht bendeleider bereikt. Eastman hield zich daarna nog jaren bezig met kleine diefstallen, raakte tegelijkertijd verslaafd aan opium en moest enkele keren voor korte tijd de cel in.

## Militaire carrière
Toen de Verenigde Staten zich in 1917 gingen mengen in de Eerste Wereldoorlog tekende de toen 42-jarige Eastman voor militaire dienst. Toen hij de medische keuring kreeg en de dokter de littekens van alle steek- en schotwonden bestudeerde vroeg de dokter in welke oorlog Eastman gediend had. Eastman zou gezegd hebben "Oh! A lot of little wars around New York" (Oh! Een heleboel kleine oorlogen rond New York"). Eastman werd vervolgens naar Frankrijk gestuurd waar hij diende bij O'Ryan's Roughnecks, het 106de Infanterie Regiment van de 27ste Infanterie Divisie. Na zijn diensttijd te hebben uitgezeten, werd hij in 1919 door de gouverneur van New York, Al Smith, geëerd door hem zijn Amerikaanse staatsburgerschap terug te geven.

## Dood
Na zijn diensttijd keerde Eastman snel terug naar kleine diefstallen. Een van zijn criminele partners was Jeremiah "Jerry" Bohan, een corrupte drooglegging-agent. In de vroege ochtend van 26 december 1920 ontmoette een groep mannen, waaronder Eastman en Bohan, elkaar in het Bluebird Café in Lower Manhattan. Rond een uur of 4 's ochtends ontstond er een meningsverschil over geld waarbij Eastman en Bohan tegenover elkaar kwamen te staan. Toen Bohan vervolgens het café verliet rende Eastman hem achterna en beschuldigde hem ervan een rat te zijn. Bohan voelde zich bedreigd, greep naar zijn pistool, en schoot deze vervolgens leeg op Eastman die daarbij direct het leven liet. Bohan werd later veroordeeld voor de moord op Eastman en ging voor drie jaar de gevangenis in. Eastman werd met volle militaire eer begraven op het Cypress Hills Cemetery in Brooklyn, New York.